# Joseph John Fox
Joseph John Fox (* 2. August 1855 in Green Bay, Wisconsin; † 14. März 1915 ebenda) war ein US-amerikanischer Geistlicher und römisch-katholischer Bischof von Green Bay.

## Leben
Der bisher einzige Bischof von Green Bay, der aus der Diözese hervorging, absolvierte seine theologischen Studien in Belgien an der Katholischen Universität Löwen. Am 7. Juni 1879 empfing Fox das Sakrament der Priesterweihe. Bischof Franz Xaver Krautbauer berief ihn zu seinem Sekretär. Später war Fox als Pfarrer in Marinette an der Grenze zu Michigan und als Generalvikar des Bistums tätig.
Papst Pius X. ernannte Fox am 27. Mai 1904 zum Bischof von Green Bay. Die Bischofsweihe empfing er am 25. Juli 1904 von seinem Vorgänger, Sebastian Gebhard Messmer, inzwischen Erzbischof von Milwaukee. Mitkonsekratoren waren die Bischöfe Wilhelm Stang von Fall River und Frederick Eis von Sault Sainte Marie-Marquette.
Als Bischof förderte er insbesondere den Ausbau der Pfarrschulen in seinem Bistum. In seine Amtszeit fiel auch der Neubau der bischöflichen Residenz, dem heutigen Sitz der Bistumsverwaltung.
Am 7. November 1914 verzichtete er aus Gesundheitsgründen auf sein Bistum und wurde zum Titularbischof von Ionopolis ernannt.